# Marino, Lazio
Marino este o comună din provincia Roma, regiunea Lazio, Italia, cu o populație de 40.431 de locuitori și o suprafață de 24,19 km².

## Demografie
Marino - evoluția demografică

|  | Graficele sunt indisponibile din cauza unor probleme tehnice. Mai multe informații se găsesc la Phabricator și la wiki-ul MediaWiki. |

Date: Recensăminte sau birourile de statistică - grafică realizată de Wikipedia